# Esenbeckia deltachi
Esenbeckia deltachi är en tvåvingeart som beskrevs av Philip 1978. Esenbeckia deltachi ingår i släktet Esenbeckia och familjen bromsar.
Artens utbredningsområde är Chihuahua (Mexiko). Inga underarter finns listade i Catalogue of Life.